# Грандвју (Вашингтон)
Грандвју (енгл. Grandview) град је у америчкој савезној држави Вашингтон, у округу Јакима, Вашингтон. По попису становништва из 2010. године у њему је живело 10.862 становника. То је око 38 миља западно од Кеневика и 38 миља југоисточно од Јакиме. Број становника био је 10.907 на попису 2020. године. Економија Грандвјуа је заснована на пољопривреди; са јабукама, трешњама, слогом и винским грожђем, хмељем, шпарогама, кукурузом, пшеницом, млијечним производима и другим производима воћа и поврћа које подржавају постројења за прераду и хладњаче. 

## Историја
Грандвју је добио име по Гранџер Ланд Компани 1905. године због свог погледа на планину Рејнир и планину Адамс. Грандвиев је званично инкорпориран 21. септембра 1909. године. Почело је једноставно као пола пута на железничкој прузи између Просера и Санисајда.

## Географија
Према Бироу за попис становништва Сједињених Америчких Држава, град има укупну површину од 6,31 квадратних миља (16,34 km2), од чега је 6,23 квадратних миља (16,14 km2) земљиште и 0,08 квадратних миља (0,21 km2) је вода.

## Демографија

### Попис 2010.
Према попису становништва из 2010. у граду је живело 10.862 становника, што је 2.485 (29,7%) становника више него 2000. године.
Густина насељености била је 1.743,5 становника по квадратној миљи (673,2 / km2). Било је 3,136 стамбених јединица у просјечној густини од 503.4 по квадратној миљи (194.4 / km2). Расни састав града био је 55,2% бијелаца, 0,9% Афроамериканаца, 0,6% Индијанаца, 0,5% Азијата, 0,1% Пацифичких острва, 38,8% из других раса и 4,0% од двије или више раса. Хиспаноамериканци или Латиноамериканци било које расе били су 79,7% становништва.
Било је 2.996 домаћинстава и 2.459 породица, од којих је 57,1% имало дјецу млађу од 18 година која живе са њима, 54,5% су били брачни парови који живе заједно, 18,5% је имало женског домаћина без мужа, 9,0% је имало мушког домаћина без супруге, а 17,9% су биле не-породице. 14,2 % свих домаћинстава чинили су појединци, а 5,6% је имало некога ко живи сам и који је имао 65 година или старији. Просјечна величина домаћинства била је 3,60, а просјечна величина породице 3,90.
Средња старост у граду била је 26,3 година. 37 % становника било је млађе од 18 година; 11 ,2 % је било у доби од 18 до 24 године; 26 ,8 % је било од 25 до 44; 17 ,1 % је било од 45 до 64; и 7.9% су били 65 година или старији. Родни састав града био је 50,0% мушкараца и 50,0% жена.

### Попис 2000.
Од пописа из 2000. године, у граду је живјело 8.377 људи, 2.431 домаћинстава и 1.956 породица. Густина насељености била је 1.552,3 људи по квадратној миљи (599,0 / km2). Било је 2,581 стамбених јединица у просјечној густини од 478.3 по квадратној миљи (184.5 / km2). Расни састав града био је 51,12% бијелаца, 0,58% Афроамериканаца, 0,94% Индијанаца, 0,94% Азијата,0,11% становника Пацифика, 43,27% из других раса и 3,03% из двије или више раса. Хиспаноамериканци или Латиноамериканци било које расе били су 68,04% становништва.
Било је 2,431 домаћинства, од којих је 49,9% имало дјецу млађу од 18 година која живе са њима, 60,0% су били брачни парови који живе заједно, 14,6% је имало женског домаћина без мужа, а 19,5% су биле не-породице. 16,6 % свих домаћинстава чинили су појединци, а 7,8% је имало некога ко је живио сам и који је имао 65 година или старији. Просјечна величина домаћинства била је 3,40, а проскечна величина породице 3,80.
У граду, старосна расподјела становништва показује 36,2% млађих од 18 година, 11,3% од 18 до 24, 27,0% од 25 до 44,16,1% од 45 до 64 године и 9,4% који су били старији од 65 година. Средња старост била је 27 година. На сваких 100 жена, било је 98,5 мушкараца. На сваких 100 жена старости 18 и више, било је 96.6 мушкараца.
Средњи приход за домаћинство у граду био је 32,588 долара, а средњи приход за породицу био је 36,165 долара. Мушкарци су имали средњи приход од $ 29,321 у односу на $ 21,959 за жене. Приход по глави становника за град износио је 12.489 долара. Око 16,0% породица и 20,3% становништва било је испод границе сиромаштва, укључујући 26,0% оних млађих од 18 година и 17,6% оних старијих од 65 година.

### Сумарум
| Група             | 2000.         | 2010.         |
| Белци             | 2.486 (29,7%) | 2.011 (18,5%) |
| Афроамериканци    | 49 (0,6%)     | 93 (0,9%)     |
| Азијати           | 79 (0,9%)     | 51 (0,5%)     |
| Хиспаноамериканци | 5.700 (68,0%) | 8.655 (79,7%) |
| Укупно            | 8.377         | 10.862        |